# Achaea usitata
Achaea usitata is een vlinder van de familie van de spinneruilen (Erebidae). De wetenschappelijke naam van deze soort is voor het eerst voorgesteld door Alice Ellen Prout in een publicatie uit 1927.
De soort komt voor in Sao Tomé en Principe.